# Richard Arden, 3. Baron Alvanley
Richard Pepper Arden, 3. Baron Alvanley (* 8. Dezember 1792; † 24. Juni 1857) war ein britischer Offizier und Peer.

## Familie und Titel
Geboren als zweitältester Sohn des Politikers Richard Arden, 1. Baron Alvanley (1744–1804), aus dessen Ehe mit Dorothea Wilbraham-Bootle († 1825), hatte Arden fünf Geschwister. Am 24. April 1831 heiratete er Lady Arabella Vane, jüngste Tochter von William Vane, 1. Duke of Cleveland. Der Titel des Baron Alvanley und der damit verbundene Sitz im House of Lords ging nach dem Tod des Vaters im Jahr 1804 zunächst auf seinen älteren Bruder William über. Nachdem dieser 1849 kinderlos verstorben war, führte Arden den Titel bis zu seinem Tod fort. Da auch er keine Kinder hatte, erlosch der Titel.

## Militärische Karriere
Am 19. März 1811 trat Arden in die British Army ein und kaufte sich ein Offizierspatent als Cornet des 15th (The King’s) Regiment of (Light) Dragoons (Hussars). Bereits am 3. Oktober 1811 wurde er zum Lieutenant befördert. Zwischen Februar 1813 und April 1814 nahm er mit seinem Regiment am Napoleonischen Krieg auf der Iberischen Halbinsel teil und kämpfte unter anderem in den Schlachten bei Victoria, Orthez und Toulouse. Da er sich die Stellung als Captain bei der Kavallerie nicht leisten konnte, trat er 1815 im Rang eines Captain in das 2nd Garrison Battalion ein. Am 8. Juli 1819 wechselte er unter Halbsold in das 32nd (Cornwall) Regiment of Foot. Am 4. Oktober 1822 kaufte sich Arden eine Beförderung zum Major des 84th (York and Lancaster) Regiment of Foot und am 30. Oktober 1823 zum Lieutenant-Colonel. Am 1. Juni 1829 gab er seinen Halbsold auf und wechselte zu den Coldstream Guards, bevor er drei Tage später aus dem Militärdienst ausschied.